# René Dålfogt
René Dålfogt (født 9. juli 1965, død 18. februar 1999) var en dansk atlet. Han var medlem af Bagsværd AC og fra 1980 Esbjerg AF.

## Danske mesterskaber
- Sølv 1988 Trespring 14,69
- Guld 1987 Trespring 14,62
- Guld 1986 Trespring 14,49

## Personlige rekord
- 200 meter: 23,9 (1986)
- 800 meter: 2,00,9 (1982)
- 400 meter hæk: 56,59 (1988)
- Højdespring: 1,81 (1985)
- Stangspring: 4,30 (1988)
- Længdespring: 6,77 (1986)
- Trespring: 15,08 +1,6 (1989)
- Spydkast: 49,58 (1987)
- Femkamp: (5,76-43,00-25,0-30,21-4.55,2) 2662 point (1985)
- Tikamp: (12,1-6,19- 9,20-1,71-55,6--19,2-27,77-3,70-41,15-4.44,6) 5.224 (1984)